# Neptunia virgata
Neptunia virgata là một loài thực vật có hoa trong họ Đậu. Loài này được (Bartram) Trel. miêu tả khoa học đầu tiên năm 1891.